# Kilvicadownig

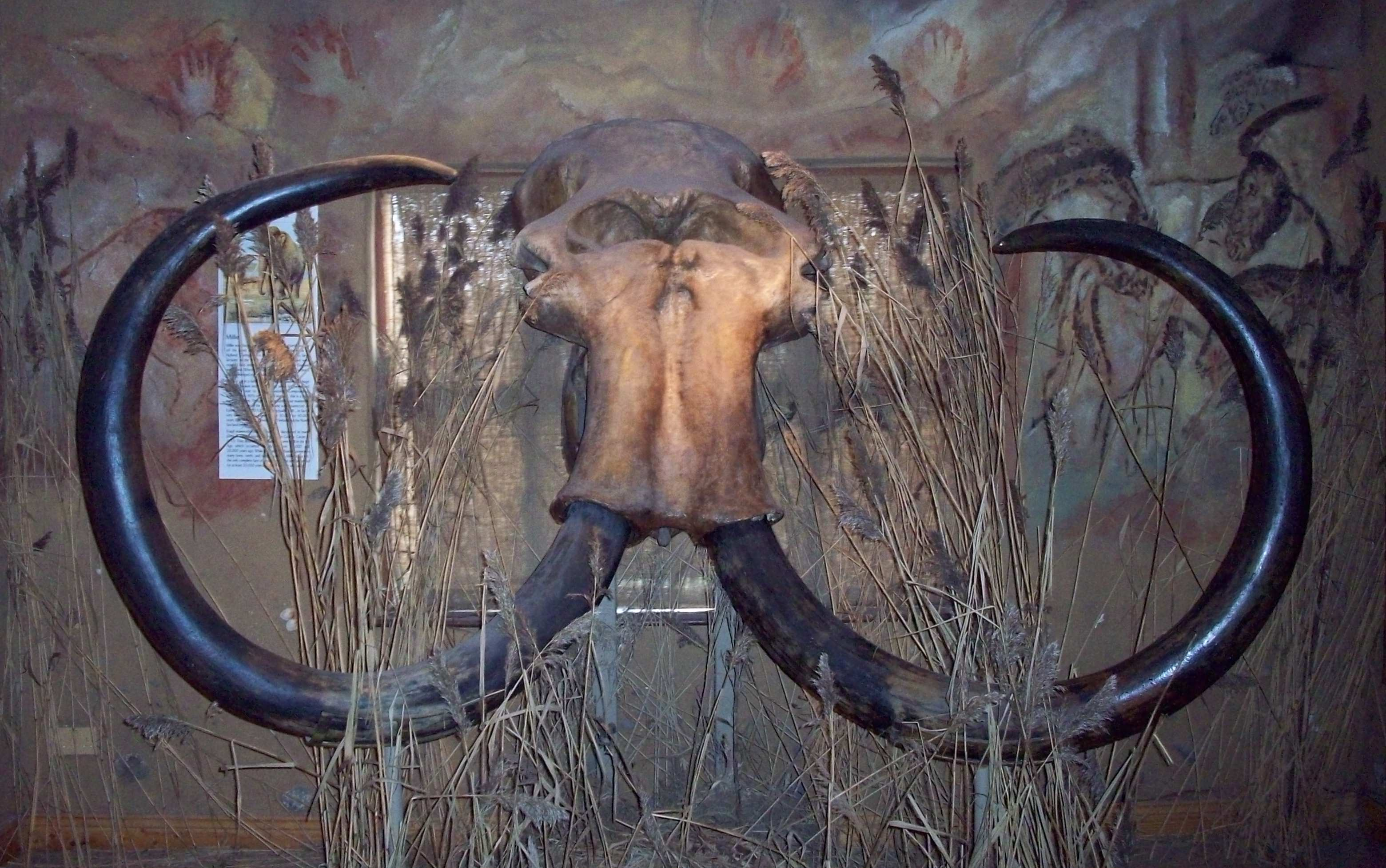
Wollhaarmammut im Museum

Kilvicadownig (auch Kilvickadownig, irisch Cill Mhic an Domhnaigh – „die Kirche des Königs der Welt“) liegt meernah, westlich der Bucht von Ceann Trá auf der Dingle-Halbinsel im County Kerry in Irland. 
Unweit des kleinen frühchristlichen Friedhofs, den eine mit einem Kreuz verzierte, aufrechte Cross-Slab kennzeichnet, befindet sich ein zerfallenes Kammergrab und eine zweite Cross-slab. Der Legende nach liegt hier „Donn, der König der Welt“, begraben, der Irland erobern wollte und den Fionn in der Schlacht von Ventry erschlug. Im Ort befindet sich das „Celtic and Prehistoric Museum“.